# شلل العصب الرابع الخلقي
شلل العصب الرابع الخلقي هو حالة موجودة عند الولادة تتميز بخلل في المحاذاة الرأسية للعينين بسبب ضعف أو شلل العضلة المائلة العلوية.
تشمل الأسماء الأخرى لشلل العصب الرابع الشلل المائل العلوي وشلل العصب البكري. عند النظر إلى اليمين / اليسار، فإن العصب / العضلة لا تكون قوية بما يكفي أو طويلة جدًا وبالتالي تنحرف العين.

## العلامات والأعراض
على الرغم من ظهورها منذ الولادة، لكن أعراض شلل العصب القحفي الرابع الخلقي قد تبدأ بشكل خفي وتزداد مع تقدم العمر. ومن ثم، قد لا يحدث التشخيص من قبل ممارس الرعاية الصحية حتى مرحلة الطفولة أو البلوغ. يتبنى الأطفال الصغار وضعية رأس تعويضية للتعويض عن ضعف العضلات المائلة العلوية، أو يميلون إلى إغلاق عين واحدة أثناء القراءة. عادةً ما يكون ميل الرأس المميز بعيدًا عن الجانب المصاب لتقليل إجهاد العين ومنع الرؤية المزدوجة (ازدواجية الرؤية). قد تكشف الصور القديمة عن وجود إمالة ثابتة في الرأس (صعر عيني) منذ سن مبكرة. يعاني معظم الأشخاص الذين يعانون من شلل العصب الرابع الخلقي من عدم تناسق في الوجه بسبب إمالة الرأس المزمنة. التدابير التعويضية الأخرى لشلل العصب الرابع الخلقي هي تطوير سعة انصهار عمودية كبيرة ونقص الأعراض الذاتية للالتواء، حتى في وجود دوران عيني كبير.
قد يبقى شلل العصب الرابع الخلقي غير مكتشف حتى سن الرشد، عندما تظهر ازدواجية الرؤية المتقطعة، بسبب القدرة اللاتعويضية للتغلب على الانحراف العمودي. حتى يحدث هذا، قد يفقد العديد من أطباء العيون وفاحصي النظر العلامات والأعراض الأخرى. ينتج انخفاض الاحتياطيات الاندماجية الرأسية عن التعب (الإجهاد، والحمى، وأمراض أخرى، والكثير من العمل القريب) أو ببساطة آثار الشيخوخة. جرى الإبلاغ أحيانًا عن ظهور شفع من شلل العصب الرابع الخلقي بشكل عابر أثناء الحمل. قد يصبح شلل العصب الرابع الخلقي واضحًا أيضًا بعد جراحة الساد بمجرد استعادة الرؤية المجهرية بعد فترة طويلة من فقدان البصر الأحادي التدريجي وما يصاحب ذلك من عدم المعاوضة. قد يشكو الناس من آلام الرقبة، بعد سنوات من إمالة الرأس المزمنة (صعر العين)، ولكن هذا يحدث أيضًا عند الأطفال.
يمكن أن يؤثر شلل العصب الرابع الخلقي على فهم القراءة (والتركيز أثناء المهام القريبة الأخرى) بسبب زيادة متطلبات الاندماج الرأسي وإمالة الرأس المطلوبة للحفاظ على رؤية واحدة ومنع ازدواج الرؤية الرأسي. يجد بعض الناس أنهم يفقدون مكانهم بسهولة أثناء القراءة، ويجدون علامة أو باستخدام إصبع لإرشادهم. يعد اختبار ثلاث خطوات مفيدًا لتحديد ما إذا كانت الأعراض تتوافق مع نمط شلل العصب الرابع.

## الأسباب
سبب شلل العصب الرابع الخلقي غير واضح في معظم الحالات. قد يكون أصله عصبيًا، بسبب خلل في نواة العصب الرابع أو العصب نفسه، ولكن قد ينتج شللًا مشابهًا سريريًا عن غياب أو خلل ميكانيكي (مثل التراخي غير الطبيعي) للوتر المائل العلوي. عادةً ما يحدث شلل العصب الرابع الخلقي من جانب واحد بشكل ثنائي. لا يمكن الكشف عن شلل العصب الرابع الخلقي الثنائي إلا بعد الجراحة التصحيحية لعين واحدة لما كان يعتقد أنه شلل أحادي الجانب.

## الفيزيولوجيا المرضية
العصب القحفي الرابع يعصب العضلة المائلة العلوية لكل عين. العضلة المائلة العلوية هي واحدة من ست عضلات خارج العين تسمح بحركة العين. على وجه التحديد، تعمل العضلة المائلة العلوية على جذب العين في المقام الأول (بحيث يتدحرج الجزء العلوي من العين نحو الأنف)، مع حركات ثانوية للعبوس (النظر لأسفل) والاختطاف (النظر بعيدًا عن الأنف). عندما تتضاءل وظيفة هذه العضلة بسبب شلل العصب القحفي الرابع (CN IV)، فإن العين المصابة تبتز وتنحرف لأعلى (تضخم)، وبدرجة أقل تنجرف إلى الداخل.